# Вівіан Піклз
Вівіан Піклз (англ. Vivian Pickles; 21 жовтня 1931, Лондон, Велика Британія) — англійська актриса.

## Кар'єра
За свою 55-річну кінокар'єру, що тривала з 1944 по 1999 рік, Вівіан зіграла в 52-х фільмах і телесеріалах.

## Особисте життя
Вівіан була одружена з актором Гордоном Гостелоу (1925—2007) з лютого1964 року і до його смерті 3 червня 2007 року. У цьому шлюбі Піклз народила сина — Гаррі Гостелоу (нар. в грудні 1964).

## Вибрана фільмографія
| Рік  | Назва                   | Оригінальна назва    | Роль         | Примітка   |
| ---- | ----------------------- | -------------------- | ------------ | ---------- |
| 1964 | Месники                 | The Avengers         | Бетті Смайф  | телесеріал |
| 1967 | Гордість і упередження  | Pride and Prejudice  | місіс Беннет | телесеріал |
| 1971 | Гарольд і Мод           | Harold and Maude     | місіс Чейзен |            |
| 1974 | Неділя, проклята неділя | Sunday Bloody Sunday | Елва Годсон  |            |
| 1983 | Візерунок з троянд      | A Pattern of Roses   | місіс Інграм |            |